# Пауэр, Мэри
Мэри Пауэр (Mary Eleanor Power; род. 22 августа 1949) — американский эколог. Доктор философии (1981).
Профессор Калифорнийского университета в Беркли, член НАН США (2012) и Американского философского общества (2025).

## Биография
Окончила Брауновский университет (бакалавр биологии magna cum laude, 1971). В том же году принята в Sigma Xi и Phi Beta Kappa. В 1974 году по морской программе Бостонского университета получила степень магистра биологии. В 1981 году в Вашингтонском университете получила степень доктора философии по зоологии.
С 1987 года в Калифорнийском университете в Беркли: первоначально ассистент-профессор, с 1992 года ассоциированный профессор, с 1996 года профессор кафедры интегративной биологии. Также с 1989 года менеджер Angelo Coast Range Reserve.
В 2005—2006 годах президент American Society of Naturalists, а в 2009—2010 годах — Ecological Society of America.
Фелло Калифорнийской АН (2005), Американской академии искусств и наук (2007), Экологического общества Америки (2014).
С 2015 года член редколлегии PNAS.
Супруга William E. Dietrich, также профессора Калифорнийского университета в Беркли.

## Награды и отличия
- Jasper Loftus-Hills Young Investigator Award, American Society of Naturalists[англ.] (1985)
- Стипендия Гуггенхайма (1994)
- Miller Research Professor[англ.] (2002)
- Kempe Award for Distinguished Ecologists[англ.] (2004)
- G. Evelyn Hutchinson Award[англ.] (2005)
- Почётный доктор шведского Университета Умео (2011)
- Award of Excellence, Society of Freshwater Science (2018)